# خلالة خلية
خلالة خلية هي نوع من البكتيريا يتبع جنس الخلالة من الفصيلة الخلالية.